# Bistum Taiohae o Tefenuaenata
Das Bistum Taiohae o Tefenuaenata (lat.: Dioecesis Taiohaëna seu Humanae Telluris) ist ein Bistum der römisch-katholischen Kirche auf den Marquesas-Inseln in Polynesien mit Sitz in Taiohae.

## Geschichte
Papst Pius IX. gründete das Apostolische Vikariat Marquesas-Inseln am 9. Mai 1848 aus Gebietsabtretungen des Apostolischen Vikariats Ostozeanien.
Am 21. Juni 1966 wurde es mit der Apostolischen Konstitution Prophetarum voces zum Bistum Taiohae erhoben und erhielt am 31. Mai 1974 seinen heutigen Namen.

## Ordinarien

### Apostolischer Vikare der Marquesas-Inseln
- François Baudichon (9. Mai 1848–1855, zurückgetreten)
- Ildefonse-René Dordillon (7. Dezember 1855–11. Januar 1888, gestorben)
- Rogatien-Joseph Martin (3. Juni 1892–27. Mai 1912, gestorben)
- Pierre-Marie-David Le Cadre SSCC (30. Dezember 1920–21. November 1952, gestorben)
- Louis-Bertrand Tirilly SSCC (16. November 1953–21. Juni 1966)

### Bischöfe von Taiohae
- Louis-Bertrand Tirilly SSCC (21. Juni 1966–17. März 1970, zurückgetreten)
- Hervé Le Cléac’h SSCC (1. März 1973–31. Mai 1974)

### Bischöfe von Taiohae o Tefenuaenata
- Hervé Le Cléac’h SSCC (31. Mai 1974–31. Mai 1986, zurückgetreten)
- Guy Chevalier SSCC (31. Mai 1986–5. September 2015)
- Pascal Chang-Soi SSCC, seit 5. September 2015